# Asturodes
Asturodes és un gènere monotípic d'arnes de la família Crambidae. Conté només una espècie, Asturodes fimbriauralis, que es troba a Brasil, el Perú, Costa Rica, Belize, Hondures, Puerto Rico, Jamaica i Cuba.